# ورزشگاه پاکیتوس
ورزشگاه پاکیتوس (انگلیسی: Estadio Pocitos) یک ورزشگاه فوتبال در مونته‌ویدئو، اروگوئه بوده.
این ورزشگاه که در سال ۱۹۲۱ تأسیس شده ۱٬۰۰۰ نفر ظرفیت داشته و در سال ۱۹۴۰ تخریب شده‌است، ورزشگاه پاکیتوس یکی از ورزشگاه‌های جام جهانی فوتبال ۱۹۳۰ بوده‌است.

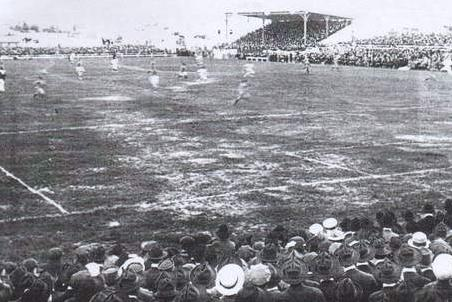
تصویری تاریخی از ورزشگاه پاکیتوس